# NGC 1843
NGC 1843 (również PGC 16949 lub UGCA 107) – galaktyka spiralna (Sc), znajdująca się w gwiazdozbiorze Oriona. Odkrył ją Édouard Jean-Marie Stephan 17 stycznia 1877 roku.
W galaktyce tej zaobserwowano supernową SN 2015be.